# Crowder (Mississippi)
Crowder é uma cidade  localizada no estado americano de Mississippi, no Condado de Panola e Condado de Quitman.

## Demografia
Segundo o censo americano de 2000, a sua população era de 766 habitantes.
Em 2006, foi estimada uma população de 752, um decréscimo de 14 (-1.8%).

## Geografia
De acordo com o United States Census Bureau tem uma área de
1,2 km², dos quais 1,2 km² cobertos por terra e 0,0 km² cobertos por água.

## Localidades na vizinhança
O diagrama seguinte representa as localidades num raio de 20 km ao redor de Crowder.